# Онгийн гол
Онгийн-Гол (монг. Онги гол) — річка у Монголії, належить до безстічного басейну озера Улаан-нур. Витік знаходиться в Хангайських горах, тече з півночі на південь через території сомонів Зуунбаян-Улаан та Уянг аймаку Уверхангай та через місто Арвайхе в Уверхангайському аймаку. У дощові роки впадає в озеро Улаан-нур, у посушливі до озера не доходить.
У басейні річки розташовано 37 рудників, на яких ведуть земляні роботи, внаслідок чого джерела та струмки, які живлять річку обміліли. Внаслідок боротьби за охорону довкілля 35 рудників припинили свою роботу але води річки мають підвищений вміст ртуті та ціанидів.
На берегах річки знаходяться руїни монастиря Онги який було збудовано у XVII столітті та зруйновано у 1939 році.